# Газосиликат
Газосиликат — разновидность ячеистых материалов, получаемая из смеси извести, молотого или мелкого песка и воды с газообразующими (порообразующими) добавками, с применением обычно автоклавной обработки для ускорения твердения. В качестве газообразующих добавок часто используют алюминиевую пудру. По составу аналогичен силикатному кирпичу, но в отличие от него имеет пористую структуру.
Первые попытки производства газосиликата были сделаны в начале XX века. В 1918—1920 годах шведский архитектор Эрикссон разработал и усовершенствовал новый способ производства газосиликата. В 1924 году был получен патент на производимый материал. В дальнейшем газосиликат стали производить автоклавным способом сперва в Швеции, а затем и в других странах.
Из газосиликата изготавливают специальные блоки стандарта ГОСТ 21520-89 (утратил силу на территории РБ, заменен на СТБ 1117-98 "Блоки из ячеистых бетонов стеновые. Технические условия"), которые называют блоки из ячеистого бетона. Газосиликат часто сравнивают с пенобетоном. При равной прочности газосиликат будет иметь меньшую плотность и меньшую теплопроводность, а при одинаковой плотности и теплопроводности будет прочнее.
Газосиликат имеет и определённые недостатки:
- высокая степень водопоглощения — поэтому при относительной влажности более 60 % его применение ограничено;
- сравнительно низкая термостойкость — выше 400 °C газосиликат не используют.